# Esmeralda (voilier)
Pour les articles homonymes, voir Esmeralda.
L’Esmeralda est un quatre-mâts goélette à brigantine en acier (ou brikentine en anglais), différent de son navire jumeau le Juan Sebastián de Elcano.
C'est le voilier école de la marine chilienne. Il est le 6e navire chilien à porter ce nom et c'est actuellement le quatrième plus grand voilier du monde après le Sedov, le Krusenstern et le Juan Sebastián de Elcano [réf. souhaitée] [Information douteuse].
Il a été nommé en l'honneur de la frégate Esmeralda (en), 1re du nom, bâtiment de l'escadre navale péruvienne capturée dans le port de Callao le 5 novembre 1820 par l'amiral Lord Thomas Cochrane, ainsi qu'en l'honneur de la corvette Esmeralda, 2e du nom, commandée par le commandant Arturo Prat.
Durant une année, les officiers promus de l'école navale Arturo Prat, ainsi que les 70 premiers sous-officiers du classement de l'École de mousses Alejandro Navarrete Cisterna, parfont leur cursus à bord de ce navire-école. En 2011, pour sa 56e campagne, l’Esmeralda accueille pour la première fois des femmes à son bord.

## Histoire
En 1946 l'Espagne lança la construction du navire jumeau du navire-école Juan Sebastián Elcano dans le but de le remplacer. Il devait à l'origine être baptisé sous le nom de Juan de Austria.
Les chantiers navals chargés de la construction furent détruits après l'explosion de la base de sous-marins où ils se trouvaient le 18 août 1947. Le gouvernement espagnol, pour aider ces chantiers navals, prit en charge leur dette et créa la Société de Chantiers-navals de Cadix S.A. [réf. souhaitée] Le 12 mai 1953 eurent lieu le lancement du navire et son baptême. Sa marraine était Raquel Vicuña de Orrego.
Le navire fut offert au gouvernement chilien le 15 juin 1954. C'est l'ambassadeur du Chili en Espagne, Oscar Salas Letelier, qui reçut le navire.
Après le coup d'État du 11 septembre 1973, l’Esmeralda fut utilisée comme centre de détention et de torture. Mouillé dans le port de Valparaíso, il y reçut alors une centaine de personnes dont plusieurs disparurent. Les organisations des droits de l'homme ont permis que ces faits ne soient pas oubliés. Elles organisent régulièrement des manifestations dans les ports où l’Esmeralda accoste. Le commandant en chef de la marine Rodolfo Codina Díaz a fait des déclarations allant dans le sens d'un début de reconnaissance de l'usage funeste qui fut fait du bateau sous la dictature.

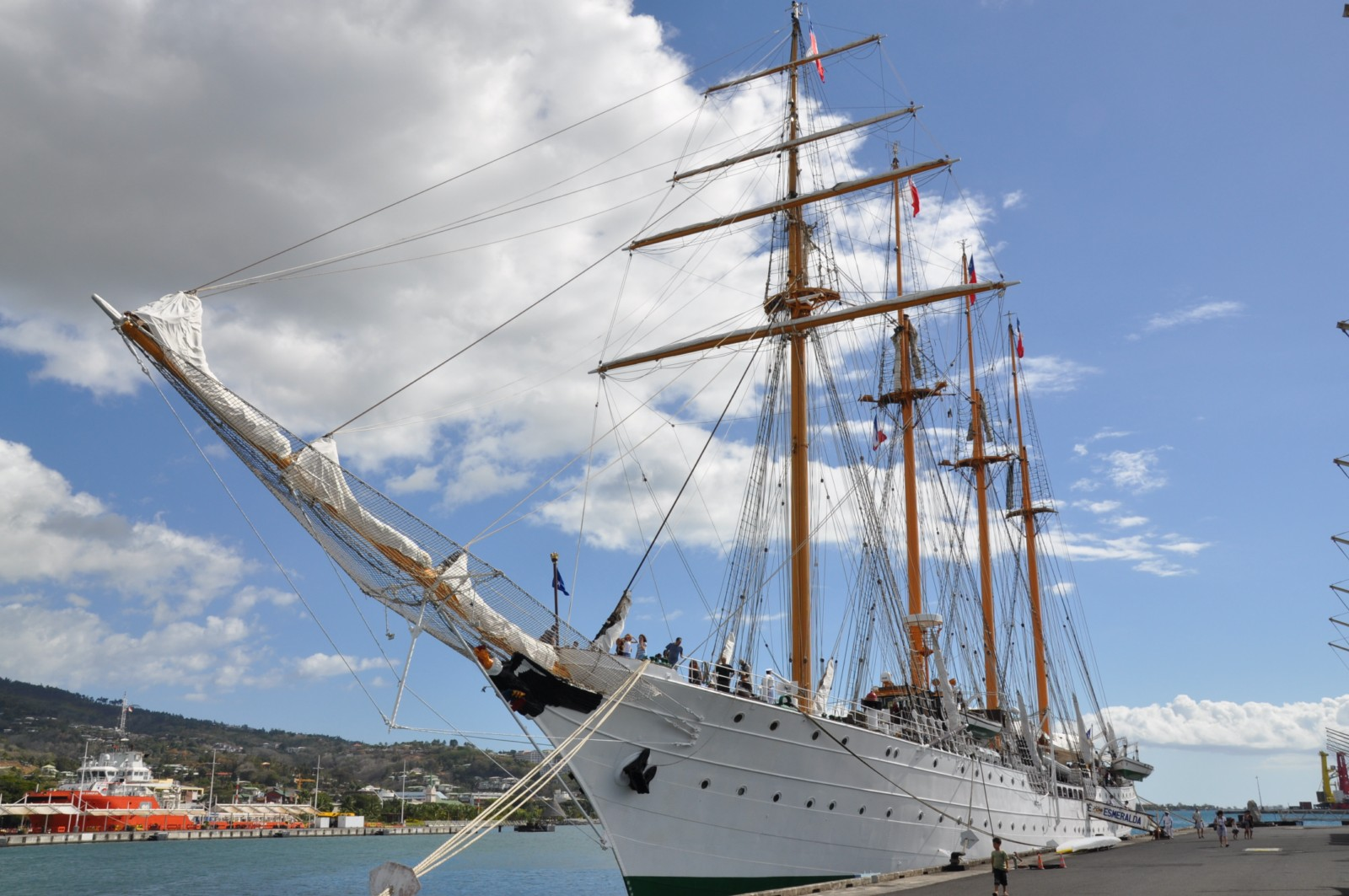
L’Esmeralda en escale à Tahiti en septembre 2011